# Hiroki Aratani
Hiroki Aratani (jap. 荒谷 弘樹 Aratani Hiroki; ur. 6 sierpnia 1975) – japoński piłkarz występujący na pozycji bramkarza.

## Kariera klubowa
Od 1994 do 2011 roku występował w klubach Urawa Reds, Kawasaki Frontale, Omiya Ardija, Consadole Sapporo i Ventforet Kofu.